# 우고 파노

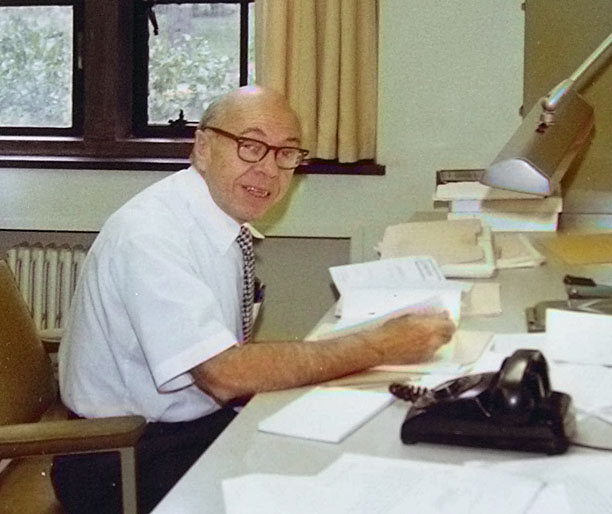

우고 파노(Ugo Fano, 1912년 7월 28일 ~ 2001년 2월 13일)는 지노 파노의 아들이자 시카고 대학교 물리학 교수이다.

## 업적
- 파노 공명